# Bienvenue à Schitt's Creek
Bienvenue à Schitt's Creek (stylisé Bienvenue à Schitt$ Creek), ou Schitt's Creek en version originale et en France,  est une série télévisée canadienne en 80 épisodes de 22 minutes créée par Eugene Levy et son fils Dan Levy et diffusée entre le 13 janvier 2015 et le 7 avril 2020 sur le réseau CBC. Elle est aussi diffusée aux États-Unis depuis le 11 février 2015 sur la chaîne Pop (en).
Au Québec, la série est diffusée depuis le 11 novembre 2015 à Séries+ et rediffusée sur Netflix depuis 2019. En France, la série est diffusée intégralement depuis le 26 juin 2021 sur Canal+. En Belgique, la série est diffusée sur Auvio, le service de vidéo à la demande de la RTBF, depuis le 6 octobre 2021. Elle reste pour le moment inédite dans les autres pays francophones.

## Synopsis
La riche famille Rose perd sa fortune après avoir été escroquée par son gestionnaire de fortune. Ils sont obligés de reconstruire leur vie avec leur seul atout : une petite ville appelée Schitt's Creek, qu'ils avaient achetée à leur fils comme cadeau d'anniversaire, en blague, des années auparavant.
Les Rose déménagent à Schitt's Creek et se rendent dans deux chambres voisines d’un motel délabré. Au fur et à mesure que la famille s'adapte à ses nouvelles vies, ses attitudes aisées se heurtent aux habitants plus simples de Schitt's Creek.

## Distribution

### Acteurs principaux
- Eugene Levy (VQ : Jean-Marie Moncelet) : Johnny Rose
- Catherine O'Hara (VQ : Chantal Baril) : Moira Rose
- Dan Levy (VQ : Maël Davan-Soulas) : David Rose
- Annie Murphy (VQ : Kim Jalabert) : Alexis Claire Rose
- Jennifer Robertson (VQ : Catherine Proulx-Lemay) : Jocelyn Schitt
- Emily Hampshire (VQ : Sarah-Anne Parent) : Stevie Budd
- Chris Elliott (VQ : Sébastien Dhavernas) : Roland Schitt
- Dustin Milligan (VQ : Nicolas Charbonneaux-Collombet) : Theodore "Ted" Mullens (saisons 1 à 5 - récurrent saison 6)
- Tim Rozon (VQ : Alexis Lefebvre) : Mutt Schitt (saisons 1 et 2 - invité saisons 3 et 4)
- Karen Robinson : Veronica "Ronnie" Lee (saisons 2 à 6 - récurrente saison 1)
- Sarah Levy (VQ : Véronique Marchand) : Twyla Sands (saisons 2 à 6 - récurrente saison 1)
- John Hemphill (en) : Robert "Bob" Currie (saisons 2 et 3 - récurrent saisons 1, 4 à 6)
- Noah Reid (en) (VQ : Alexandre Fortin) : Patrick Brewer (saisons 4 à 6 - récurrent saison 3)

### Acteurs récurrents
- Rizwan Manji (en) : Ray Butani
- Marilyn Bellfontaine : Gwen Currie
- Lili Connor : Grace (saisons 2 à 6)
- Steve Lund : Jake (saisons 2 à 4 - invité saison 6)
- Robin Duke (VQ : Viviane Pacal) : Wendy Kurtz (saison 2 - invitée saison 5)
- Ennis Esmer : Emir Kaplan (saison 5)

 Source et légende : version québécoise (VQ) sur Doublage.qc.ca

## Épisodes

### Première saison (2015)
Note : Sur iTunes Store, les titres de certains épisodes de cette saison sont différents de ceux utilisés à la télévision. Ils sont donc indiqués en second.
1. Quand la coupe déborde / Notre coupe déborde (Our Cup Runneth Over)
2. Un Souper pas très parfait / La Goutte d'eau (The Drip)
3. Pas de panique, c'est sa sœur / T'inquiète pas, c'est sa sœur (Don't Worry, It's His Sister)
4. Des parents à l'écoute / Mauvais parents (Bad Parents)
5. Juste une fois au chalet / La Cabane (The Cabin)
6. Du vin et des fruits / Du vin et des roses (Wine and Roses)
7. La Chasse du dindon / Chasse au dindon (Turkey Shoot)
8. Allez-Vous
9. Les Funérailles de Carl (Carl's Funeral)
10. Lune de miel (Honeymoon)
11. Petite sœur (Little Sister)
12. La Fête surprise / Surprise partie (Surprise Party)
13. Ville à vendre (Town for Sale)

### Deuxième saison (2016)
1. Où est David ? (Finding David)
2. Souper de famille (Family Dinner)
3. Les Copines du jazz (Jazzagals)
4. Vente de succession (Estate Sale)
5. Bob et bagels (Bob's Bagels)
6. Moira contre le conseil municipal (Moira vs. Town Council)
7. Les Candidats (The Candidate)
8. L'Argent du lait (Milk Money)
9. Les Nus de Moira (Moira's Nudes)
10. Réception chez Ronnie (Ronnie's Party)
11. Le Client du motel (The Motel Guest)
12. Pancartes électorales (Lawn Signs)
13. Joyeux anniversaire (Happy Anniversary)

### Troisième saison (2017)
1. Soirée de première (Opening Night)
2. Ménage à trois (The Throuple)
3. Nouvelle voiture (New Car)
4. Examen de conduite (Driving Test)
5. Chambre pour une heure (Rooms by the Hour)
6. Meurtre et mystère (Murder Mystery)
7. Magasin général (General Store)
8. Critique de motel (Motel Review)
9. L'Adultère (The Affair)
10. Sebastien Raine
11. Arrêtez de dire "Poux" (Stop Saying Lice!)
12. Famille et amis (Friends and Family)
13. Réjouissances (Grad Night)

### Quatrième saison (2018)
1. Un Mort dans la chambre quatre (Dead Guy in Room 4)
2. Test de grossesse (Pregnancy Test)
3. Le Festival de l'amiante (Asbestos Fest)
4. Soirée entre filles (Girls' Night)
5. Repose en paix, Moira Rose (RIP Moira Rose)
6. À micro ouvert (Open Mic)
7. Le Barbecue (The Barbecue)
8. Le Copain du jazz (The Jazzaguy)
9. Le Beau geste (The Olive Branch)
10. Enfantillages (Baby Sprinkle)
11. Le Lancement (The Rollout)
12. La Semaine des célibataires (Singles Week)
13. Joyeux Noël Johnny Rose (Merry Christmas, Johnny Rose)

### Cinquième saison (2019)
1. La Corneille triomphale (The Crowening)
2. Lettre d'amour (Love Letters)
3. L'Informatrice (The Plant)
4. La Robe (The Dress)
5. Pendaison de crémaillère (Housewarming)
6. On s'éclate (Rock On!)
7. Un Murmure de désir (A Whisper of Desire)
8. Les Prix de l'hospitalité régionale (The Hospies)
9. Le Joueur le plus utile (The M.V.P.)
10. Accident de parcours ('Roadkill)
11. Les Beaux-parents (Meet the Parents)
12. Le Bien cuit (The Roast)
13. La Randonnée (The Hike)
14. La Vie est un cabaret (Life is a Cabaret)

### Sixième saison (2020)
Le 21 mars 2019, la série est renouvelée pour une sixième saison, qui sera la dernière, diffusée à partir du 7 janvier 2020.
1. Un Signal de fumée (Smoke Signals)
2. L'Accident (The Incident)
3. L'Entretien d'embauche (The Job Interview)
4. Demoiselle d'honneur (Maid of Honour)
5. La Première (The Premiere)
6. Les Alliés (The Wingman)
7. Moira Rosé
8. La Suite présidentielle (The Presidential Suite)
9. Peine d'amour (Rebound)
10. À l'aube du crépuscule (Sunrise, Sunset)
11. L'Enterrement de vie de garçon (The Bachelor Party)
12. La Présentation (The Pitch)
13. Répandez la nouvelle (Start Spreading the News)
14. Le Jour du mariage (Happy Ending)

## Distinctions

### Récompenses
- Golden Globes 2021 :
  - Meilleure série musicale ou comique
  - Meilleure actrice dans une série musicale ou comique pour Catherine O’Hara

### Nominations
- Golden Globes 2021 :
  - Meilleur acteur dans une série musicale ou comique pour Eugene Levy
  - Meilleur acteur dans un second rôle dans une série, une mini-série ou un téléfilm pour Dan Levy
  - Meilleure actrice dans un second rôle dans une série, une mini-série ou un téléfilm pour Annie Murphy